# Belgique au Concours Eurovision de la chanson 1993
La Belgique a participé au Concours Eurovision de la chanson 1993 le 15 mai à Millstreet, en Irlande. C'est la 38e participation belge au Concours Eurovision de la chanson.
Le pays est représenté par la chanteuse Barbara Dex et la chanson Iemand als jij, sélectionnées par la BRTN au moyen d'une finale nationale.
À la suite d'une nouvelle règle de relégation qui a pris effet, la Belgique n'a pas pu participer l'année suivante ayant terminé parmi les six dernières places. Le pays retourne au Concours Eurovision de la chanson 1995.

## Sélection

### Eurosong 1993
Le radiodiffuseur belge pour les émissions néerlandophones, la Belgische Radio- en Televisieomroep Nederlandstalig (BRTN, prédécesseur de la VRT), organise la 8e édition de la finale nationale Eurosong pour sélectionner l'artiste et la chanson représentant la Belgique au Concours Eurovision de la chanson 1993.
L'Eurosong 1993, présenté par Alexandra Potvin et Hans Otten (nl), est composé de quatre demi-finales et une finale nationale et a lieu du 6 février au 6 mars 1993 au Casino de Knokke. Les chansons sont toutes interprétées en néerlandais, l'une des trois langues officielles de la Belgique.
Parmi les participants à la sélection nationale, Lisa del Bo participe à l'Eurovision 1996 en représentant la Belgique.

#### Demi-finales
Les quatre demi-finales ont lieu en février 1993 afin de sélectionner les douze finalistes pour la finale belge. Dix chansons ont participé dans chaque demi-finale, les trois premières chansons du classement, sélectionnées par un jury professionnel, avancent en finale.

##### 1redemi-finale
| Ordre | Artiste           | Chanson              | Traduction                 | Points | Place |
| ----- | ----------------- | -------------------- | -------------------------- | ------ | ----- |
| 1     | Robin Nills       | Ballerina            | Ballerine                  | 52     | 2     |
| 2     | Kim               | Voor jou alleen      | Seulement pour toi         | 47     | 4     |
| 3     | Paul Anderson     | Als je gaat          | Quand tu t'en vas          | 34     | 10    |
| 4     | Glow              | Loop me niet voorbij | Ne passes pas par moi      | 44     | 5     |
| 5     | Marleen           | Morgen weer gewoon   | Demain sera ordinaire      | 41     | 6     |
| 6     | Freddie Bierset   | Europa mijn land     | L'Europe mon pays          | 37     | 8     |
| 7     | Lisa del Bo       | Vlinder              | Papillon                   | 53     | 1     |
| 8     | Bert Decorte (nl) | Afrika               | Afrique                    | 49     | 3     |
| 9     | Liz Larssen       | Even vrij zijn       | Être libre pour un instant | 37     | 8     |
| 10    | Go Nutz           | Samen                | Ensemble                   | 39     | 7     |

##### 2edemi-finale
| Ordre | Artiste          | Chanson                   | Traduction                          | Points | Place |
| ----- | ---------------- | ------------------------- | ----------------------------------- | ------ | ----- |
| 1     | Petra (nl)       | Ga door                   | Continue                            | 56     | 1     |
| 2     | Bart Marcoen     | Vliegen op eigen vleugels | Voler sur ses propres ailes         | 38     | 7     |
| 3     | Hugo Dellas (nl) | Harlekijn                 | Arlequin                            | 37     | 8     |
| 4     | Lily West        | Verliefd, in love         | Amoureuse, amoureuse                | 35     | 9     |
| 5     | Pol & Misj       | Whisky en tranen          | Du whisky et des larmes             | 41     | 5     |
| 6     | Christoff        | Zend een SOS              | Envoie un SOS                       | 43     | 4     |
| 7     | Mieke (nl)       | Waarom zou er vrede zijn  | Pourquoi devrait-il y avoir la paix | 52     | 2     |
| 8     | John Terra       | Heel gewoon               | Très normal                         | 39     | 6     |
| 9     | Nadia            | Vrij                      | Libre                               | 45     | 3     |
| 10    | Toast (nl)       | Samen zijn we sterk       | Ensemble nous sommes forts          | 32     | 10    |

##### 3edemi-finale
| Ordre | Artiste          | Chanson                | Traduction            | Points | Place |
| ----- | ---------------- | ---------------------- | --------------------- | ------ | ----- |
| 1     | Vera Wezenbeek   | Jij                    | Toi                   | 44     | 5     |
| 2     | Leopold 3 (nl)   | Vergeet-mij-nietje     | Myosotis              | 60     | 1     |
| 3     | Karin Recour     | Stad van blauwe wolken | Ville de nuages bleus | 32     | 9     |
| 4     | Erik Alens       | Laat ons dansen        | Laissez-nous danser   | 37     | 8     |
| 5     | Wendy Van Wanten | Zonder verklaring      | Sans déclaration      | 55     | 3     |
| 6     | Bart Herman (nl) | Ik ga dood aan jou     | Je meurs de toi       | 59     | 2     |
| 7     | Gene Summer      | In jouw handen         | Dans tes mains        | 42     | 6     |
| 8     | Dominique        | Een klein gebaar       | Un petit geste        | 38     | 7     |
| 9     | Ingrid Verhulst  | Voel je goed           | Sens-toi bien         | 30     | 10    |
| 10    | Stampen & Dagen  | Ik wil jou             | Je te veux            | 45     | 4     |

##### 4edemi-finale
| Ordre | Artiste            | Chanson             | Traduction             | Points | Place |
| ----- | ------------------ | ------------------- | ---------------------- | ------ | ----- |
| 1     | Roestvrij          | Noem het maar geluk | Appelons ça le bonheur | 52     | 2     |
| 2     | Ricky Fleming      | Helemaal            | Complètement           | 40     | 8     |
| 3     | Wim Ravell         | Alles doen          | Tout faire             | 52     | 2     |
| 4     | Johan Lotigiers    | Die mooie uren      | Ces belles heures      | 39     | 9     |
| 5     | Sha-Na (nl)        | Liefde              | Amour                  | 45     | 6     |
| 6     | John Palmer        | Waterman            | Verseau                | 30     | 10    |
| 7     | Samantha Gilles    | Vlieg met me mee    | Vole avec moi          | 45     | 6     |
| 8     | Patrick Onzia (nl) | Lena                | –                      | 47     | 4     |
| 9     | Barbara Dex        | Iemand als jij      | Quelqu'un comme toi    | 54     | 1     |
| 10    | Illusion           | Vannacht            | Cette nuit             | 46     | 5     |

#### Finale
La finale de l'Eurosong 1993 a lieu le 6 mars 1993, où le vainqueur est sélectionné parmi les douze artistes et chansons qualifiés des demi-finales par six jurys composés de cinq jurys provinciaux et un jury professionnel.
| Ordre | Artiste           | Chanson                  | Traduction                          | Points | Place |
| ----- | ----------------- | ------------------------ | ----------------------------------- | ------ | ----- |
| 1     | Nadia             | Vrij                     | Libre                               | 51     | 2     |
| 2     | Wendy Van Wanten  | Zonder verklaring        | Sans déclaration                    | 12     | 9     |
| 3     | Roestvrij         | Noem het maar geluk      | Appelons ça le bonheur              | 40     | 5     |
| 4     | Leopold 3 (nl)    | Vergeet-mij-nietje       | Myosotis                            | 41     | 4     |
| 5     | Petra (nl)        | Ga door                  | Continue                            | 7      | 10    |
| 6     | Lisa del Bo       | Vlinder                  | Papillon                            | 42     | 3     |
| 7     | Robin Nills       | Ballerina                | Ballerine                           | 2      | 12    |
| 8     | Bart Herman (nl)  | Ik ga dood aan jou       | Je meurs de toi                     | 35     | 6     |
| 9     | Wim Ravell        | Alles doen               | Tout faire                          | 26     | 8     |
| 10    | Barbara Dex       | Iemand als jij           | Quelqu'un comme toi                 | 58     | 1     |
| 11    | Bert Decorte (nl) | Afrika                   | Afrique                             | 4      | 11    |
| 12    | Mieke (nl)        | Waarom zou er vrede zijn | Pourquoi devrait-il y avoir la paix | 30     | 7     |

Lors de cette sélection, c'est la chanson Iemand als jij, interprétée par Barbara Dex, qui fut choisie, accompagnée de Bert Candries comme chef d'orchestre.

##### Votes du jury
| Chanson                  | Anvers | Brabant flamand | Limbourg | Flandre orientale | Flandre occidentale | Jury professionnel | Total |
| ------------------------ | ------ | --------------- | -------- | ----------------- | ------------------- | ------------------ | ----- |
| Vrij                     | 7      | 8               | 7        | 12                | 10                  | 7                  | 51    |
| Zonder verklaring        | 2      | 2               | 3        | 1                 | 2                   | 2                  | 12    |
| Noem het maar geluk      | 8      | 12              | 2        | 7                 | 5                   | 6                  | 40    |
| Vergeet-me-nietje        | 5      | 7               | 5        | 6                 | 8                   | 10                 | 41    |
| Ga door                  | 1      |                 | 1        | 2                 |                     | 3                  | 7     |
| Vlinder                  | 6      | 6               | 8        | 5                 | 12                  | 5                  | 42    |
| Ballerina                |        | 1               |          |                   | 1                   |                    | 2     |
| Ik ga dood aan jou       | 3      | 3               | 6        | 4                 | 7                   | 12                 | 35    |
| Alles doen               | 4      | 4               | 10       | 3                 | 4                   | 1                  | 26    |
| Iemand als jij           | 12     | 10              | 12       | 10                | 6                   | 8                  | 58    |
| Afrika                   |        |                 |          |                   |                     | 4                  | 4     |
| Waarom zou er vrede zijn | 10     | 5               | 4        | 8                 | 3                   |                    | 30    |

## À l'Eurovision

### Points attribués par la Belgique
| 12 points | Royaume-Uni        |
| 10 points | Suède              |
| 8 points  | Suisse             |
| 7 points  | Pays-Bas           |
| 6 points  | Norvège            |
| 5 points  | Espagne            |
| 4 points  | Croatie            |
| 3 points  | Autriche           |
| 2 points  | Irlande            |
| 1 point   | Bosnie-Herzégovine |

### Points attribués à la Belgique
| 12 points | 10 points | 8 points    | 7 points | 6 points |
| --------- | --------- | ----------- | -------- | -------- |
|           |           |             |          |          |
| 5 points  | 4 points  | 3 points    | 2 points | 1 point  |
|           |           | - Allemagne |          |          |

Barbara Dex interprète Iemand als jij en 7e position lors de la soirée du concours, suivant la Grèce et précédant Malte.
Au terme du vote final, la Belgique termine 25e et dernière, ayant 3 points au total provenant tous du jury allemand. Une nouvelle règle de relégation prenant effet, la Belgique n'a pas pu participer l'année suivante ayant terminé parmi les six dernières places,, retournant finalement au concours en 1995.